# آریکانو
آریکانو (انگلیسی: Arricano) شرکت املاک اوکراینی است، که در سال ۲۰۰۵ تأسیس شد.